# Bandera de la Isla de Navidad
La bandera de la Isla de Navidad fue adoptada el 14 de abril de 1986 pero no ha tenido carácter oficial hasta 2003. El diseño de esta bandera ganó una competición convocada por la Asamblea de la isla. Su creador fue Tony Couch, un supervisor de minas de fosfatos que había estado trabajando en la Isla de Navidad durante cuatro años.
Consiste en un paño dividido en dos mitades por su diagonal descendente (desde el lado del mástil). La mitad superior es de color verde y la inferior azul. En el centro figura un círculo amarillo o dorado con el mapa de la Isla de Navidad representado en su interior de color verde. En el triángulo o división verde está situada la silueta de una subespecie de rabijunco menor única de esta isla. En el triángulo o división azul figuran cinco estrellas blancas que representan la Constelación de la Cruz del Sur que también aparece en la bandera australiana.
El color azul de la bandera simboliza el Océano Índico que rodea a la isla, el color verde, la vegetación de la misma, y el amarillo o dorado del círculo, la historia de la minería de fosfatos de la isla.